# フォートナイト (ゲーム)
『フォートナイト』（Fortnite）は、Epic Gamesが販売・配信する、2017年に公開されたオンラインゲーム。クラフト要素のあるサードパーソン・シューティングゲーム（TPS）であり、PvEアクションやバトルロイヤル、サンドボックス、レースゲーム、リズムゲームといった異なるゲームジャンルのゲームモードを提供している。

## 概要
本作は同じゲームエンジンを使用して、3つの異なるゲームモードとして提供している。「世界を救え」モードは、最大4人のプレイヤーがゾンビのようなモンスターを撃退し、オブジェクトを防御する協力型CO-OPモード (PvE)。「バトルロイヤル」モードは基本プレイ無料でプレイできるバトルロイヤルゲームであり、最大100人のプレイヤーが最後まで生き残るために他のプレイヤーと対戦する(PvP)。「クリエイティブ」モードでは、プレイヤーが独自の世界を作成することができる。
バトルロイヤルモードは、同時接続プレイヤーが2018年2月に340万人、同年11月には830万人に達した。2019年2月に開催された「マシュメロ」コラボイベントでは、1000万人を超えるプレイヤーが同時に接続した。基本無料だが、スキン（プレイヤーキャラクターの外見変更アイテム）や追加パックの販売で収益を得ており、2018年4月の月間売上は2億9600万ドル（約325億円）に達し、欧米では社会現象になっていると報道された。
課金アイテムである「Vinderbucks」（略称: V-Bucks）は、ゲーム内で使用できるコスチュームアイテム(スキン、と呼ばれる)やエモート(ダンス)などの購入に使用でき、世界を救えモードでのコスチュームなどはステータスに影響する。

## 開発
当初は『Minecraft』や『Left 4 Dead』を合わせたような協力型サバイバルゲームであったが、後に『PLAYERUNKNOWN'S BATTLEGROUNDS』（以下「PUBG」）のような爆発的な人気を博していたバトルロイヤルモードを追加することによって急速に人気を得た。マスタードによれば、エピックのチームは『PUBG』のようなバトルロイヤルゲームを愛しており、『フォートナイト』のエンジン内に同様のモードを制作する方法を探った。開発の早い時期から「プレーヤーが遊ぶのを躊躇わないように1ゲームの試合時間が長すぎないよう設定する」という点に留意しており、目安としては18-25分を想定。建築要素がバトルロイヤルモードにおいてどのように機能するかは未知数であったが、プレイ動画の鑑賞など十分に機能しており、また行動範囲縮小のため建築を高速に行えるよう調整も実施した。
Epic Gamesは『フォートナイト』開発に注力するためにリソースを移行し、同社のParagonは正式版になることなく運営を終了した。
2018年6月12日にリリースされたSwitch版においてはゲーム単独でボイスチャット可能な初のゲームとなった（他のゲームは別途ボイスチャットアプリが必要になる）。また、PS4版と同じく、有料のオンラインサービスに加入せずにプレイ可能である。
当初、ソニーの方針によってPS4におけるプラットフォーム間のクロスプレイ機能が制限されていたが、後の方針転換によって制限は撤廃された。
2021年12月6日に、チャプター3の開始に伴い、次世代のUnreal Engine 5へ移行したことが正式に発表された。
2025年6月5日に発売されたNintendo Switch 2での動作確認に問題点があったことから、Nintendo Switch 2版をリリースした。なお、Nintendo Switch版を起動するとピーリーのイラストとともにSwitch2版を使うようにアナウンスされ、それ以降の操作は「B・ホーム・キャプチャ」ボタン以外受け付けなくなる（Bボタンを押すとニンテンドーeショップへ移動する）。

## 世界を救え
世界を救え (Save the World) は、Epic GamesおよびPeople Can Flyによって開発された協力型のタワーディフェンス・サバイバルゲームモード。Epic Gamesのティム・スウィーニーは『Minecraft』と『Left 4 Dead』を合わせたようなゲームと表現している。2020年5月現在は有料パック購入者のみプレイできる。本モードは、「バトルロイヤル」モードよりはるかに高いマシンスペックを必要とするため、モバイルデバイスやNintendo Switchへの対応予定は無いとしている。2017年7月25日にPC、PS4、Xbox Oneへ有料早期アクセスタイトルとしてリリースされた本モードは、2018年8月に日本語ローカライズに対応。2018年内に完全な無料プレイが予定されていたが度々延期され、2020年6月に無料化の取り消しが発表された。
複数のプレイヤーが協力し、拠点を守ったり、生存者を救出したり、貴重なアイテムを探索したりといった、様々なミッションを楽しめる。後述のバトルロイヤルモードとの違いとして、トラップや銃火器の設計図を手に入れ生成をする必要がある。

### キャラクター

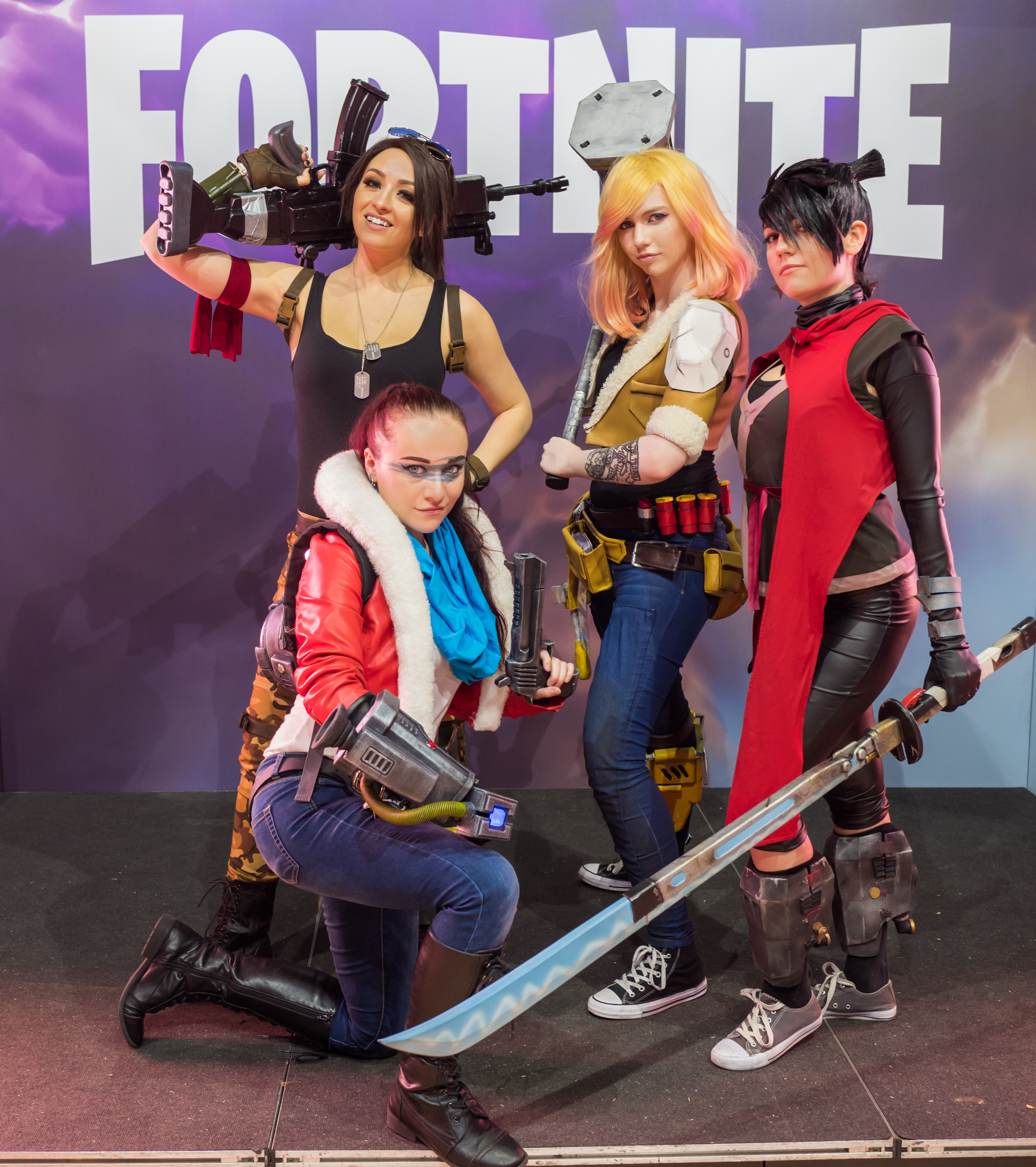
4種類のヒーローのコスプレイヤー。ゲームズコム2017

ヒーロー
「世界を救え」モードでは4種類のヒーローからプレイヤーキャラクターを選択できる。
- アウトランダー - 素材を収集することに秀でる。
- ソルジャー - 遠距離武器での戦闘に秀でている。
- ニンジャ - 機動力や近接攻撃に秀でて2段ジャンプも可能。
- コンストラクター - 建築を強固なものにし、防衛することに秀でている。

ディフェンダー
それぞれが異なる武器タイプに特化した、ミッション中にヒーローと一緒に戦うAI制御のキャラクターで4種類のタイプがある。
- ブルーザー - 近接武器で戦う訓練を積んだディフェンダー
- ショットガンナー - ショットガンで戦う訓練を積んだディフェンダー
- ライフルマン - アサルトライフルで戦う訓練を積んだディフェンダー
- スナイパー - スナイパーライフルで戦う訓練を積んだディフェンダー
- ガンスリンガー - ピストルで戦う訓練を積んだディフェンダー

サバイバー
制御不能なキャラクターでサバイバー・スクワッドに割り当てられて、プレイヤーのヒーローとそのパーティーの能力アップや様々なボーナスを与えることができる。また、フィールド上にもAI制御の救助を求めるサバイバーが存在する。

### モンスター
クエストを進めるにつれて様々な種類のモンスターが現れる。
ハスク
人間が突如現れたストームによって変異してしまったモンスターの総称。
- ハスク - 標準的なハスク。手による近接攻撃を行う。
- ハスキー - 大柄なハスク。HPが高く、攻撃力も高い。手による近接攻撃を行う。
- スプローダー - 爆発するプロパンタンクを担いだハスキー。プロパンタンクを投げつけたり、自爆したりすることで攻撃する。建築物へのダメージが大きい。
- ビーハイヴ - 頭部が蜂の巣で覆われたハスク。プレイヤーめがけて蜂の群れを襲わせることで攻撃する。頭部を撃つと蜂の巣が壊れ標準的なハスクに戻る。
- ピッチャー - 野球選手のような姿をしたハスク。プレイヤーに骨を投げつける遠距離攻撃をする。
- ロバー - 女性の姿をしたハスク。頭蓋骨や蜂の巣を投げて建築物やプレイヤーを攻撃する。
- ハスクリング - 小柄なハスク。機動力が高く、プレイヤーめがけて飛びつき、手による近接攻撃を行う。
- ザッパー - ガンマンのような姿をしたハスク。プレイヤーに右手から指鉄砲のレーザーを発射し攻撃する。
- ライオットハスキー - 冷蔵庫のドアの盾を持つハスキー。正面からの攻撃をほぼ完全に無効化するため防御力が高く、さらに攻撃力も高い。
- ヒーラーハスク - 医者の格好をしたハスク。攻撃方法は通常のハスクと変わらないが、周囲のハスクを回復させる効果がある。

ミストモンスター
- スマッシャー - 巨大な敵で左手が肥大化している。建築物を破壊することを目的に動く。HPが高く攻撃力も高い。
- テイカー - 飛行する敵。プレイヤーを標的に動く。建築物を通り抜けることが可能で、攻撃力は非常に高い。
- ブラスター - プレイヤーに目からレーザーを発射し攻撃する。攻撃の精度は徐々に上がっていく。
- フリンガー - ハスクを投擲する敵。壁越しにハスクを送り込む。

その他
- ミミック - 宝箱に擬態している敵。宝箱を開けたり、攻撃したりするとプレイヤーに襲いかかる。倒すと報酬を得られる。
- トロール - ブルーグローと呼ばれる燃料を拾おうとすると奪い取り、もぐらたたきのようなミニゲームが始まる。倒すと2つのブルーグローと報酬が得られる。

### ミッション
様々なミッションがあり、ミッションに成功することで報酬を得られる。
- 爆弾運搬 - 武器庫から発射装置まで線路をつなぎ、爆弾の運搬中と発射の準備中の間防衛するミッション。
- ストームと戦え - A.T.L.A.S.と呼ばれる立方体の装置を防衛するミッション。カテゴリー1～4まで存在し、数字の数だけA.T.L.A.S.の数が増えるため難易度が上がる。
- 雷を越えて - 科学者のバンを空に飛ばすミッション。一度の燃料供給では飛ばせないため2度の防衛が必要になる。
- レーダーグリッド建築 - フィールド上にあるホログラムの設計図通りにレーダー塔を建築するミッション。
- 召喚の祠を破壊せよ - 召喚の祠と呼ばれるモンスターを生み出すオブジェクトを、モンスターを倒して破壊していくミッション。
- シェルター退避 - シェルターがモンスターに襲われている状態から始まる。モンスターを倒し、時間内に防衛準備を整え、再来するモンスターからシェルターを防衛するミッション。
- シェルター修理 - 機能を失ってしまったシェルターを修理するため、マップ上に散らばったモジュールを回収し、防衛するミッション。
- サバイバー救助 - フィールド上に居るサバイバーを救助するミッション。車上で救助を待つ者や、治療が必要な者、説得が必要な者など、様々なサバイバーを救助する。
- データ回収 - ストーム観測用気球に入っているデータをモンスターから防衛するミッション。
- 撃破と回収 - 制限時間内にモンスターを倒し、モンスターのデータを集めるミッション。
- 補給 - 時間内に指定されたオブジェクトを破壊し、物資を集めるミッション。
- 拠点の燃料補給 - ブルーグローの鉱床を発見し、サイフォンで時間内に指定された量を集めるミッション。サイフォンが起動している間は防衛する必要がある。
- ロケット発射 - 別のエリアに進むために必要なミッション。3度の防衛が必要になる。
- ストームシールド防衛 - 各エリアにあるミッション。それぞれ十段階ある。ストームシールドと増幅器を数ウェーブにかけて襲いに来るモンスターから防衛するミッション。
- ポータル - ストームキングと呼ばれるボスを倒すミッション。

## バトルロイヤル

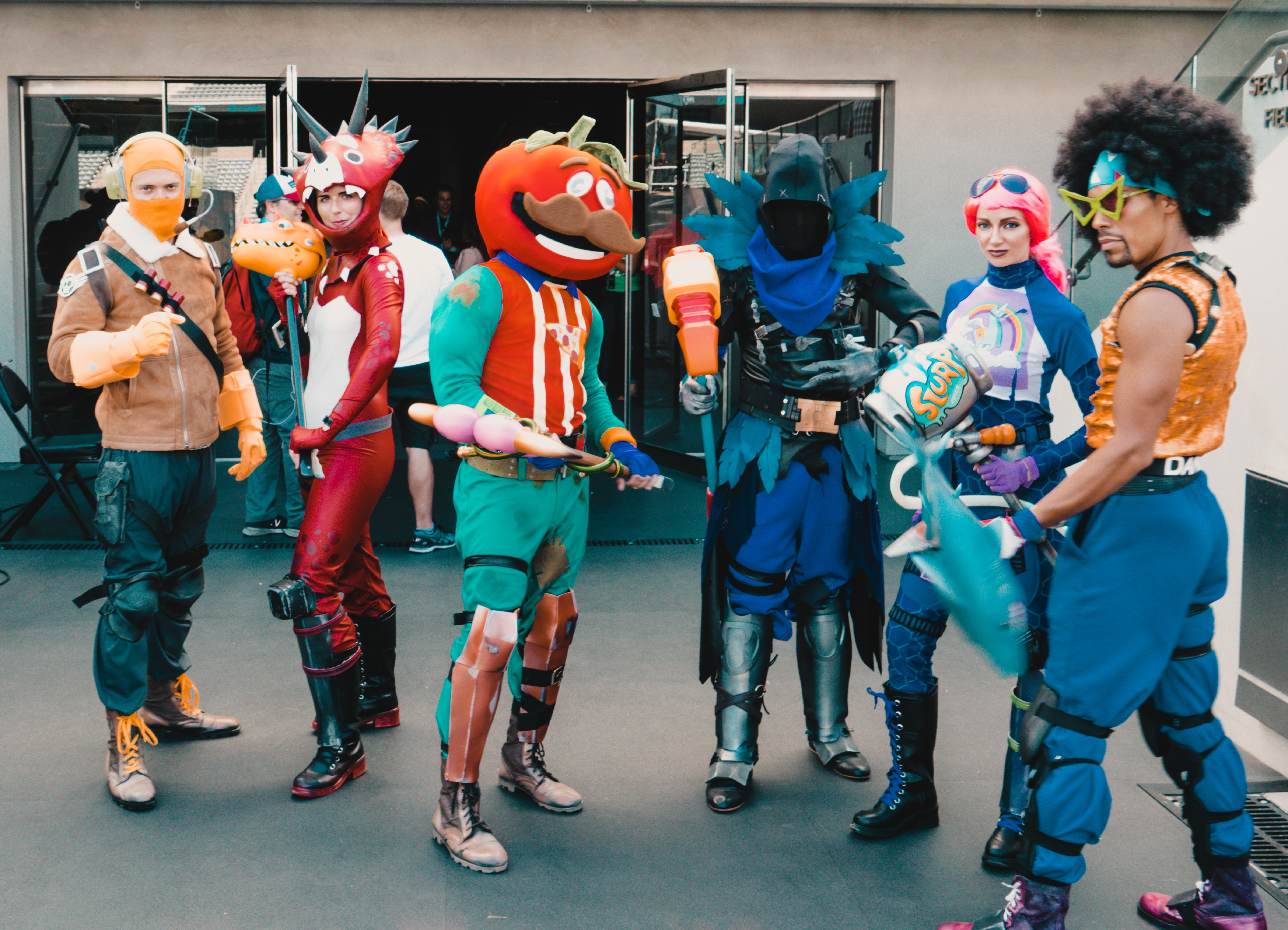
6種類のスキンのコスプレイヤー。

バトルロイヤル (Battle Royale) は、基本プレイ無料のモードであり、最大100人で最後の1人または1組になるまで戦う。本モードでもマップ内に落ちている資源を採取してそれを利用し建築が可能。「世界を救え」とは違い、キャラクターごとにステータスが違わず、課金等によるアドバンテージを無くしている。しかしキャラクターの大きさなどによって見えやすさの違いが生まれることもある。プレイすることによって無料でも報酬は受け取れるが、V-Bucksを使用することによってより大きな報酬が受け取れるバトルパスを利用できる。プレイヤーは約2km四方の無人島に、バトルバス（空を飛ぶバス）から降り立つ。スカイダイビングで落下し、グライダーを操作し好きな場所に降りることができる。
開始時点ではすべてのプレイヤーが平等であり、最初は「ツルハシ」を持っている。そのツルハシで建物や樹木を壊すことで資材を入手でき、それを消費して壁、床、階段、屋根を作り、攻撃を防御したり、足場として使用できる。ツルハシで相手に直接ダメージを与えることもできる。また、マップの各所には宝箱や武器が散らばっており、入手した武器で他のプレイヤーを倒すと、倒したプレイヤーが所持していた武器やアイテムを入手できる。また、コラボイベントが開催されている期間は、特別仕様の宝箱やアイテムが出現する。
時間経過によりマップに嵐（ストーム）が迫ってくる。ストームエリアは徐々に拡大し、エリア内にいる間はダメージを受ける。マッチ終盤になるにつれ、受けるダメージが多くなり、行動できる範囲も狭くなる。チャプター3シーズン3より「ストーム酔い」という要素が追加され、長時間ストームに留まることでストームによる体力の減少が速くなるようになった。
他のプレイヤーを全て倒し、最後の1人、あるいは1チームになると勝利（ビクトリーロイヤル）となる。また、ビクトリーロイヤルをすると各シーズンごとに傘（グライダーアイテム）を入手することができる。
モードは、1人で戦う「ソロ」、2人1組で戦う「デュオ」、3人1組で戦う「トリオ」、4人1組で戦う「スクワッド」、20対20で戦い、リスポーン可能な「チームランブル」がある。チャプター3シーズン2からは、建築が不可能な代わりに、通常のシールドとは別で付与される「オーバーシールド」が存在する「ゼロビルド」が追加された。
チャプター4シーズン2より、「ランクマッチ」も実装された。ランクティアはブロンズからアンリアルまであり、自分の順位や撃破数によってランクが上下する。ランクマッチが実装されたことにより「アリーナ」「トリオ」が廃止されたが、ユーザーからの批判的な意見もあってか、2023年6月1日より非ランクマッチにおいてトリオが再びプレイ可能になった。また、特別な条件でマッチを行う期間限定で遊べるモードもある。また、バトルロイヤル独自のストーリーが構成されており、主にそのストーリーに応じて、毎シーズンまたはアップデートでマップ変化が行われる。
それぞれサーバーがあり、アメリカ東、アメリカ西、ブラジル、ヨーロッパ、アジア、オセアニア、中東の計7つである。以前、中国政府により隔離された中国サーバーが存在したが、2021年11月1日午前11時をもって新規ユーザー登録、及びソフトのダウンロードが停止され、同年11月15日午前11時にはログインできない状況になり、完全に中国サーバーのサービスが停止された。

### シーズンにおける変更点
| シーズン       | 期間                                                        | 説明 |
| -------------- | ----------------------------------------------------------- | --- |
| チャプター1    |                                                             | |
| シーズン1      | 2017年9月20日 - 2017年12月13日（85日間）                    | シーズン2の開始で遡及的に最初のシーズンと考えられている。 |
| シーズン2      | 2017年12月14日 - 2018年2月21日（70日間）                    | 中世がテーマのシーズン。 バトルパスが初めて導入された。 |
| シーズン3      | 2018年2月22日 - 2018年4月30日（68日間）                     | 宇宙がテーマ。 日本での配信が開始された。 |
| シーズン4      | 2018年5月1日 - 2018年7月11日（72日間）                      | テーマは「衝突に備えよ」 シーズン3の終盤に島に小さな彗星が降ってきたことが大きな伏線となり、シーズン4の開始時には、大きな彗星が「ダスティ・デポ」に衝突し、大きなクレーターを形成した。 2018年5月8日にはアベンジャーズとコラボを行い、期間限定の武器などが実装された。 また、今回のシーズンでは、一度しか見られないフォートナイト史上初のライブイベントが2018年6月30日に開催された。そのイベントでは、ロケットが発射され、島の上空に大きな裂け目を作り、次のシーズンへと進んだ。後にこのようなイベントを「ワンタイムイベント」と言うようになった。 |
| シーズン5      | 2018年7月12日 - 2018年9月26日（77日間）                     | テーマは「世界が交錯する」 シーズン4に行われたワンタイムイベントによってできた裂け目は数日間にわたり広がり、島から様々なものが消えたり、現実世界にあったものがフォートナイトの島に来たりと交錯を続けた。 マップ変化では、島右下が砂漠エリアとなるなどの変化が発生し、新しい乗り物としてゴルフカートの「ATK」が追加された。 ただ、裂け目は消滅しておらず、最後にフォートナイトの世界に来たのは、紫色で6面体のキューブだった。このキューブはマップ中を横断し、最終的に向かったのは島の左上にある、「ルート・レイク」という大きな湖だった。 |
| シーズン6      | 2018年9月27日 - 2018年12月5日（70日間）                     | テーマは「闇が広がる」 キューブがルート・レイクの水に溶けるなどの変化が発生した後、ルート・レイクの真ん中にあった孤島が突然浮き出し、その浮き出した島の先端には溶けたはずのキューブが形を残したままくっついていた。これがシーズン6の開始である。 浮島は島の各地にある7つの汚染エリアと呼ばれる場所を経由し、浮遊しながら島を横断した。最終的に元の位置に戻った日にキューブは爆発し、汚染エリアにゾンビが生まれた。これがハロウィンシーズン限定の「フォートナイトメアイベント」の始まりとなった。 そしてフォートナイトメアイベントの終わりにキューブが爆発し、プレイヤー達が謎の異空間に飛ばされるワンタイムイベントが実施された。キューブが爆発したことによって浮島は消滅し、キューブも消滅はしたが、リーキー・レイク（旧ルート・レイク）にキューブの残骸が残った。 2018年11月5日には、「NFL」とコラボし、限定のコラボスキンが販売された。 そして、シーズン終盤には、大きな雪に覆われた島がこちらに向かってきていた。これが次のシーズンへの先駆けとなる。 |
| シーズン7      | 2018年12月6日 - 2019年2月28日（85日間）                     | テーマは「凍てつく冬が訪れる」 雪に覆われた島がフォートナイトの島と合体し、島の左下が雪のエリアとなるなどの変化が発生した。乗り物には、X-4ストームウィングという飛行機や、ドリフトボードというスノーボードが追加された。そして、フォートナイトで初のミシックレアの武器「インフィニティブレード」が追加された。また、「14日間のフォートナイト」というイベントが開催され、シーズン1・2の武器が復活する期間限定モードや「プレゼント」などの期間限定のアイテムが登場した。 2019年1月20日に行われたワンタイムイベントは、ポーラー・ピーク上空にあった球体からアイスキングが登場し、島全体を雪で覆うというものだった。 シーズン終盤に行われたオーバータイムチャレンジでは、チャレンジを全てクリアすると、シーズン8のバトルパスが無料になるというキャンペーンを行った。 |
| シーズン8      | 2019年3月1日 - 2019年5月8日（69日間）                       | テーマは「X印の示す場所」 島の右上が大幅に変更され、火山や船や遺跡などが追加された。乗り物にはボーラーが追加された。そして、2019年4月25日、2度目のアベンジャーズとのコラボを行った。 シーズン終盤のワンタイムイベントでは、ルート・レイクにある装置の扉が開き、プレイヤーはそこに吸い込まれた。そこは異次元のような場所で、その場所で投票イベントが開催された。候補には、バウンサー、グラップラー、タクティカルサブマシンガン、X-4ストームウイング、インフィニティブレイド、ドラムガンがあった。一番投票数が多かったのがドラムガンであったため、ドラムガンは保管庫から開放された。 投票が終わり、元の世界に戻ると火山が噴火し、火山弾が「リテイル・ロー」、「ポーラー・ピーク」の北側の氷山、「ティルテッド・タワー」に着弾し、被害をもたらした。 |
| シーズン9      | 2019年5月9日 - 2019年7月31日（84日間）                      | テーマは「未来はあなたの手に」 シーズン8ワンタイムイベントの噴火の影響により破壊された「リテイル・ロー」は「メガ・モール」として復興、「ティルテッド・タワー」は「ネオ・ティルテッド」として復興した。 新要素として「スリップストリーム」と「スカイプラット・フォーム」が島の各地に追加された。そして新たなチャレンジ「FORTBYTE」（フォートバイト）が実装された。イベントでは、「14日間の夏」や「Fortnite 2周年イベント」そして「Fortnite World Cup」も行われた。 そして、火山弾が当たったもう一つのポーラーピーク北の氷山には、生命体と思われる眼があり、こちらを見ていた。ただ、その後眼はなくなり、島の各所に足跡が発見されたり、建物の一部崩壊、ルート・レイクの装置を破壊しようとした痕跡が残されていた。その頃、火山の「プレッシャー・プラント」では、巨大ロボットが制作されており、日が経つに連れて完成へ近づいていった。 そして、巨大ロボットが完成したと同時に、その生命体が海から顔を出した。これがシーズン9のワンタイムイベント「最終決戦」となる。このイベントでは、巨大ロボットと怪物が戦った。ロボットを操縦していたのはシンギュラリティである。一度ロボットは倒れ込んだが、ルート・レイクの装置に手を突っ込んでシーズン8で目の当たりにした謎の青い球体を手に取り、さらにネオ・ティルテッドにあったシンギュラリティの像を引っこ抜くと、巨大な剣が出てきた。この剣で怪物にとどめを刺した。 |
| シーズンX      | 2019年8月1日 - 2019年10月14日（75日間）                     | テーマは「時空を超えて」 シーズン9のワンタイムイベントにおいて巨大ロボットがルート・レイクの装置から無理矢理引き抜いた謎の球体は露出し、不安定になってしまった。それは後に「ゼロポイント」と呼ばれる。そしてそのゼロポイントが爆発し、シーズンXの始まりとなる。 シーズンXでは多くの乗り物が保管庫に行き、新たにロボット「B.R.U.T.E.」が追加された。また、シーズン途中に「ターボ建築」の弱体化が施されたが、批判殺到により実装から1日経たずに元に戻った。 そしてアップデート毎にマップの各所に、謎の装置が置かれ始める。それは上空に裂け目を作り、その場所を別の世界に塗り替える装置だと思われる。例えば、「ネオ・ティルテッド」が、「ティルテッド・タウン」になり、建築不可の西部劇のようなロケーションとなる、「メガ・モール」が「リテイル・ロー」になってマップ西にあったサッカー場が消滅し、そこは時空が歪んでいる、フェイタル・フィールド上空にシーズン6の時のような浮島が復活しているなどの変化が起こった。 今回のシーズンではボーダーランズ、バットマンとコラボを行い、ボーダーランズコラボでは、マップ上のパラダイスパームズ南に、二週間の間パンドラエリアが形成された。バットマンコラボでは、ティルテッド・タウンが、「ゴッサム・シティ」に変化した。このコラボでは期間限定の武器も実装された。 チャプター1最後のワンタイムイベントでは、ダスティ・デポの倉庫に作られたロケットが発射され、時間が止まっていた隕石を裂け目を使ってルートレイク上空に移動させ、ゼロポイントを制御していたシールドに落下させた。シールドが破られたと同時にゼロポイントは爆発し、ブラックホールを形成した。それにより、プレイヤーと島は吸い込まれた。 ワンタイムイベントが終了後、公式は1日半のサービス移行時間を設け、10月15日を持って正式にシーズンXが終了。 |
| チャプター2    |                                                             | |
| シーズン1      | 2019年10月15日 - 2020年2月20日（129日間）                   | テーマは「新世界」 シーズンXのワンタイムイベントでゼロポイントの爆発により発生したブラックホールが島全体を吸い込み、演出の後に24時間超のダウンタイムを挟み開始された。 マップの大幅な変更が行われ、海や川などは泳げるようになった。また、フォートナイトバトルロイヤル初となるNPCがプレイヤーとともに試合に出現するようになった。さらに、本シーズンからクロスプラットフォーム対応となり、機種を問わず全てが混合するサーバーとなった。 ただ、ストーリーが終わったわけではない。後の話であるが、2020年10月に行われたマーベルのオンラインラジオにて、EPICGAMESクリエイティブディレクターのドナルド・マスタードは、「チャプター2の島はチャプター1の島をゼロポイントにより再構成したもの」という発言をした。これにより、島の位置する場所は同じということがわかる。そして過去にあったロケーションが存在するのは、再構成するに当たって不完全であったからであることがわかっている。 マップの他にも高レアリティの宝箱の追加、ダウンした敵プレイヤーを移動させられるようになるなど、様々なゲームシステムの刷新が行われた。前シーズンまで一度もデザインの変更がなかった初期キャラクターに付与されるスキン、採集ツール、グライダーのデザインが変更された。 そして2019年10月29日には「フォートナイトメア」、12月15日にはスター・ウォーズとのコラボライブイベントが行われた。このイベントでは多数のコラボスキンやライトセーバーなどの武器も追加された。その後、Fortniteウィンターフェストが行われた。 当初、2019年12月に終了する予定だったが、2020年2月6日までに延長、さらに2月20日まで延長された。最終的なシーズン期間は129日間で、現時点で最長である。 |
| シーズン2      | 2020年2月20日 - 2020年6月17日（119日間）                    | テーマは「トップシークレット」 中央の島には「ザ・エージェンシー」、島の各地にはスパイのアジトが新たに設置され、電話ボックスの中に入るとスパイの部下に変装でき、変装中はスパイたちに攻撃されないなどの新要素が追加された。 また、スパイのアジトにいるボス（NPC）を撃破すると、そのボスにまつわる通常での最高レアのレジェンドを超え、強化されたミシックレアの武器を入手できる。 今回のシーズンではデッドプールやトラヴィス・スコットとコラボを行い、2つのスキンや、トラヴィス・スコットのライブのワンタイムイベントなども実施した。 そしてシーズン終盤のワンタイムイベント「ザ・デバイス」では、「マイダス」がストームを打ち消す実験を行った。しかし実験は失敗し、ストームは全て水となり、島は水没してしまう形となった。 当初、4月30日の終了を予定していたが、6月3日に延期、更に6月10日まで延期され、シーズン3の開始は6月11日の予定だったが、2020年ミネアポリス暴動の影響によりシーズン3の開始を6月17日、ワンタイムイベントを6月16日まで延期した。 |
| シーズン3      | 2020年6月17日 - 2020年8月27日（72日間）                     | テーマは「スプラッシュダウン」 シーズン2最後のワンタイムイベントにより、マップが半分水没した状態から始まる。マップの水位は、2週間に1度のアップデートで少しずつ引いていった。前シーズンと同様、マップの各箇所にいるボス（NPC）を撃破すると、性能が強化されたミシックの武器を入手できる。また、プレイヤーに攻撃を仕掛け、釣り竿を使用すれば乗ることができるサメが追加された。サメを倒すと武器や弾薬を落とす。 今回のシーズンでは、アクアマンや米津玄師とコラボを行い、米津玄師のコラボでは新たなモード、パーティロイヤルでライブを行い、新曲などを披露した。 また、シーズン中の6月30日にFortniteが正式リリースされた。 |
| シーズン4      | 2020年8月27日 - 2020年12月2日（98日間）                     | テーマは「ネクサス・ウォー」 今回のシーズンではマーベルとコラボを行い、バトルパスの報酬やミシックの武器なども全てマーベル仕様となった。 なお、今回のシーズンからiOS版とmacos版のアップデートが行われなくなったが、これらのプラットフォームでは、引き続きシーズン3がプレイできる。 2020年12月2日に行われたワンタイムイベント「世界をむさぼる者」では、ギャラクタスが島の中央から無理矢理ゼロポイントを引き抜き、エネルギーを吸収するようなシーンが見られた。そのゼロポイントにプレイヤー達は吸い込まれ、改造バトルバスが大量にある異空間へと飛ばされた。そこでは実際にプレイヤーがバトルバスを操縦し、参加型でギャラクタスから島を守るというものだった。ただ、ゼロポイントは露出してしまい、その後のストーリーへとつながった。 シーズン中にPlayStation 5版、Xbox Series X/Sが配信されるようになった。しかし、ネイティブHDR出力に対応していない。 |
| シーズン5      | 2020年12月2日 - 2021年3月16日（105日間）                    | テーマは「ゼロポイント」 シーズン4最後のワンタイムイベントが終わった後、約7時間のダウンタイムを挟み、シーズン5が開始した。 島の中央はゼロポイントが露出しており、その周りは全て砂漠地帯になっている。この現象はワンタイムイベントの時にギャラクタスが露出させたものだと考えられる。 「ソルティ・スプリングス」とチャプター1の時に存在していた「ティルテッド・タワー」が融合して「ソルティ・タワーズ」となるなど、今回のシーズンではチャプター1に存在した建物や町が再び作られたり、チャプター2の町とチャプター1の町が融合したものが多数作られたりしている。 そして、新たな要素として、特定の場所に中立的なNPCが追加され、チャレンジに挑戦したり、インゴットを使って武器を購入できるようになった。購入できる武器の中にはエキゾチックと呼ばれる高性能の武器も含まれる。インゴットは宝箱や金庫などから入手することができる。さらに、今まで通常マッチはソロ・デュオ・スクワッドの三つであったが、新たにトリオが通常マッチとして追加された。 今回のシーズンではマンダロリアンとコラボを行った他、ゴッド・オブ・ウォーやHalo、ウォーキング・デッドなどがジョーンズが呼び出したハンターとしてコラボしている。 また、「フォートナイトクルー」と呼ばれるサブスクリプション方式が初めて導入された。 |
| シーズン6      | 2021年3月16日 - 2021年6月8日（85日間）                      | テーマは「プライマル」 シーズン5終了後約4時間のダウンタイムを挟み、シーズン6が開始した。 シーズン6を初めて起動した際に、エージェント・ジョーンズの任務の結末となるフィナーレ「ゼロクライシス」が開催された。ゼロポイントの暴走により現実が崩れていってしまうのを防ぐため、ジョーンズとファウンデーション（セブンのリーダー）はゼロポイントが開いてしまうのを防ぐが、難しいためファウンデーションはゼロポイントを自分ごと封じる。ゼロポイントを封じることは成功したが、現実の波の影響で島は原始的な環境へと変化。 島の中央付近の建物や町が昔の造りに変化したり、ニワトリやカエル、イノシシ、オオカミ、ラプターと、野生生物が登場するなどの変化が起きた。 バトルパスには、エージェント・ジョーンズやララ・クロフトなどのキャラクターが登場し、シーズンの途中からはネイマールのスキンも登場した。 シーズン5に続き、NPCやバウンティ、エギゾチック武器、インゴットなど要素は残っているが、新たに「クラフト」という要素が追加された。クラフトでは、機械部品や骨などの素材と武器などを組み合わせることで別のアイテムを作ることができる。 |
| シーズン7      | 2021年6月8日 - 2021年9月12日（97日間）                      | テーマは、宇宙からの侵略に立ち向かう「インベージョン」 仲間と乗り回せるUFOや、組み合わせで数十万種の姿を持つエイリアン「カイメラ」、侵略に立ち向かう組織「IO(イマジンドオーダー)」が作った貫通兵器「レールガン」、偵察ボルトを発射する「リーコンスキャナー」など多数の新要素が加わった。 バトルパスには前述のカイメラやスーパーマン、『リック・アンド・モーティ』のリック・サンチェスなどが登場。バトルパスのシステムも変更され、レベルアップで入手できる「バトルスター」を消費することで、報酬を好きな順番で入手できるようになった。 また、今回のアップデートにより、PC版のビジュアルがアップグレードした。PCでグラフィック設定を「最高」にすると、新たに改良されたエフェクトやポストプロセス、影品質を楽しめる。 シーズン5・6に続き、NPCやバウンティ、エギゾチック武器、クラフト、インゴットなどの要素は残された。クラフト素材は、新しく「ナットとボルト」が追加され、過去の島でお馴染みだった武器がクラフトできるようになった。前シーズンの素材（機械部品や動物の骨）はすべてなくなり、その影響でメイクシフト系の武器が取り消された。 8月7〜9日の間5回に分けてアリアナ・グランデとのコラボライブイベントが開催され、イベントではアリアナ・グランデの楽曲を様々な演出とともに楽しむことができた。また、イベント参加者には無料アイテムも配布された。 シーズン終盤のワンタイムイベント「オペレーション：スカイファイア」では、上空に浮かぶ巨大なUFOを爆破すべく、プレイヤーらはIOのトップ・スローン博士の指示のもと、突入作戦を開始した。しかしスローン博士はプレイヤーらを裏切り、UFOをプレイヤーごと爆破させた。その影響でUFOの動力源となっていたキューブが解放され、UFOから放り出されたプレイヤーと共に島に降り立ってしまった。 |
| シーズン8      | 2021年9月13日 - 2021年12月5日（84日間）                     | テーマは、「キューブ」 シーズン7最後のワンタイムイベントが終わった後、約13時間のダウンタイムを挟み、シーズン8が開始した。 ワンタイムイベント内で島に降り立ったキューブは島を崩壊させようとしていて、その影響で「サイドウェイズ」と呼ばれる世界が現れた。サイドウェイズ内はモンスターがおり、重力が非常に弱く、建築が不可能となる。 新しい武器として、「サイドウェイズライフル」や「サイドウェイズミニガン」などが登場。パンチカードなどの機能も戻ってきた。 その他にも、リブートバンの数が増えたり、リブートカードの待機秒数が265秒に増えたりした。また、フォートナイトメア2021では、新スキンや限定のクリエイティブマップ、限定ミシックの「ウィッチブルーム」、特殊効果があるお菓子などが導入された。また、大群ラッシュやゴーストバスターズのクエストなどの限定要素が多数登場した。 今回のシーズンではヴェノムやNARUTO-ナルト-とコラボを行い、多数のコラボスキンや限定の武器が実装された。また、ナルトとのコラボでは限定のクリエイティブマップやゲーム内で無料アイテムを獲得できるキャンペーンが開催された。 シーズン後半には、全ての現実を破壊すべく、島の中心にキューブクイーンが現れた。チャプター2最後のワンタイムイベント「ジ・エンド」では、キューブクイーンが島を破壊しようとしたが、セブンの協力によりプレイヤーらはIOの基地へと避難する。その頃基地内ではジョーンズがスローン博士に捉われていたが、シーズン6でゼロポイントと共に封じられたはずのファウンデーションがジョーンズを助けに戻って来た。 ジョーンズ達は島のジャイロシステムを無効化し、島を逆さにしようとした。その結果、島への衝撃や敵の攻撃により、プレイヤーらは島から放り出された。その後プレイヤーらは、島が逆さになる様子を目の当たりにする。キューブクイーンは海面に触れると同時に爆散し、島が逆さになった衝撃で大波が発生。プレイヤーが漂流したところでイベントは終了した。 イベント終了後12月5日をもって正式にチャプター2シーズン8が終了。また、同日中にアップデートが開始され始めた。 本来であれば、本シーズンよりUnreal Engine 4からUnreal Engine 5に切り替わる予定であったが、Unreal Engine 5への移行は翌シーズンへと延期された。 |
| チャプター3    |                                                             | |
| シーズン1      | 2021年12月6日 -2022年3月20日（105日間）                     | テーマは「フリップ」 チャプター2最後のワンタイムイベントが終わった後、約18時間のダウンタイムを挟み、チャプター3が開始された。漂流していたプレイヤーが島に流れ着き、ファウンデーションからIO壊滅の手助けを依頼されるところから新チャプターがスタートする。 島が逆さになった影響で地形はまったく新しいものになっており、持った状態だとバトル中に経験値が貰え、さらに勝利すると限定エモートを獲得できるビクトリークラウン、スライディングでの高速移動、竜巻や雷による天候の変化などの新要素が追加された。NPCには新たなキャラクターのほか、過去に登場した一部のキャラクターも復活している。また、クラフト機能は廃止された。 また、武器やアイテムも一新され、レッドドットサイトのついた「MKセブンアサルトライフル」、建築物へのダメージが高い「スティンガーサブマシンガン」、自分や味方をいつでも好きな時に回復することができる「医療ミスト」、アイテムの保管と回収ができる「テント」などが追加された。島が逆さになるに伴い、チャプター2で登場した武器はフレアガン・ハープーンガン以外全て保管庫行きになった。 また、ダウン中の相手への脅しが廃止され、ダウン状態での移動速度増加や、ダウン中にドアの開閉、アイテムの獲得、インベントリへのアクセスなどが可能になったほか、チームメイトの復活やリブートに多くのチームメイトが加わるほどかかる時間が短くなるなどのチームプレイの改善も実施された。 バトルパスには、スパイダーマンやファウンデーションなどといったキャラクターが登場。パンチカードはなくなり、クエストが「デイリー」「シーズン」「マイルストーン」の3つに分類された。 また、ウインターフェスト2021が開催され、14個のゲーム内アイテムとスペシャルクエストが無料配布されたほか、スパイダーマン:ノー・ウェイ・ホームのスキンなどがアイテムショップに追加された。 シーズン中盤には、自動車の新たなラジオ局の「アイコンラジオ」が登場したほか、実写映画の公開を記念してアンチャーテッドとコラボを行い、コラボスキンや限定アイテム「ドレイクの地図」が実装された。 |
| シーズン2      | 2022年3月21日 -2022年6月5日（77日間）                       | テーマは「レジスタンス」 シーズン1終了後約10時間のダウンタイムを挟み、シーズン2が開始された。 セブン・レジスタンスとIOによるゼロポイントをめぐる全面抗争が幕を開けた。島の大部分がIOに占領され、占領された地域にはIOの飛行船や基地がある。一方、セブン・レジスタンスの領土では、2種類のタレットやアーマードバトルバスがインゴットの寄付によって解放された。 また、IOの妨害により建築が無効化されてしまったが、その代わりとして新たな防御手段である「オーバーシールド」が追加され、セブンと共にIOの建築妨害を阻止する「再建築クエスト」も登場した。なお、4月3日に建築は復活したが、建築なしのモードも「ゼロビルド」として残り、無料報酬を獲得できるゼロビルド限定のチャレンジも期間限定で開催された。 バトルパスには、ドクター・ストレンジや、新たなセブンのメンバー「オリジン」「イマジンド」、前シーズンからボスとして登場しているIOの幹部「グンナー」などといったキャラクターが登場。 新要素として「シージキャノン」「IOタイタンタンク」といった兵器が追加されたり、武器やアイテムが追加・復活した。内容としてはバーストアサルトライフルにドットサイトがついた「ストライカーバーストライフル」や、反動が大きい代わりに連射力が高い「コンバットサブマシンガン」など。また、ダッシュや壁のよじ登りといった新たなアクションも追加された 。 そして、アップデートごとに島の各地で両軍による領土をめぐる戦いが行われた。プレイヤーはレジスタンスの一員として戦いに参加し、IOの部隊を倒していくことで武器や回復アイテムを入手できた。いずれの戦いもセブン・レジスタンス軍が勝利し、占領されたエリアを少しずつ取り戻していった。シーズン後半には島のほとんどがセブン・レジスタンスの領土となり、IOの領土は島の中心部のみになった。 その一方で、IOの領土内には「コライダー」と呼ばれる巨大な終末兵器が設置された。シーズン終盤のワンタイムイベント「コリジョン」では、プレイヤーらはセブンのメンバー「パラダイム」と共に巨大ロボットに乗り込み、IOの戦車や飛行船を撃退しつつコライダーへと進軍を始めた。しかし、コライダーをブレード攻撃で破壊しようとした時、地面が割れてロボットは落下してしまう。 その後、ロボットから脱出したプレイヤーらはジョーンズと合流。IOの部隊を倒しつつコライダーを登っていき、ファウンデーションやパラダイムの加勢もあって、ゼロポイントを起爆させるクリスタルに辿り着いた。プレイヤーらはクリスタルを攻撃し、見事コライダーの破壊に成功。一方ジョーンズとファウンデーションは、謎の人物「ジェノ」を追うためにゼロポイントへ飛び込んだ。 |
| シーズン3      | 2022年6月5日 -2022年9月18日（105日間）                      | テーマは「バイブス」 シーズン2最後のワンタイムイベントが終わった後、約16時間のダウンタイムを挟み、シーズン3が開始された。 IOとの戦いが終わり、島は一気にお祭りムードになった。IOの基地だった場所がパーティー会場や遊園地のようなエリアになったり、島の南西部に「現実の木」が生え、「リアリティ・フォールズ」となったり、「グリーシー・グローブ」がキノコによって破壊されたりなどの変化が起こった。 バトルパスには、ダース・ベイダーやインディアナ・ジョーンズなどのキャラクターが登場した。新要素として「ハンマーアサルトライフル」や「ツー・ショットショットガン」などといった武器が追加され、イノシシやオオカミに乗れるようになった。また、ストームに長く入り続けると「ストーム酔い」になり、受けるダメージが増えるようになった。 6月9日から72時間の間星野源とのコラボイベントが行われ、イベントでは星野源がフォートナイトのために特別に撮り下ろしたショーを観ることができた。また、恋パートでは恋ダンスのエモートを踊ることができた。他にも、「No Sweatサマー」や、同じEpic Gamesが運営するFall Guysの基本プレイ無料化を記念した連携イベントが開催された。 8月16日にはドラゴンボールとの大型コラボも行われ、孫悟空をはじめとしたコラボスキンなどがアイテムショップに追加されたほか、無料報酬を獲得できるクエストや、ドラゴンボール超の人気エピソードを視聴できるクリエイティブマップなどが実装された。 |
| シーズン4      | 2022年9月18日 -2022年12月4日（78日間）                      | テーマは「パラダイス」 シーズン3終了後約7時間のダウンタイムを挟み、シーズン4が開始された。 お祭りムードに包まれていた島に、突如「クロム」と呼ばれる金属のような物質が発生した。そのクロムを地下の研究室で調査していたセブンだったが、溢れ出したクロムにたちまち飲み込まれてしまった。残されたパラダイムは、この現象を止めるために自らゼロポイントに飛び込んだ。 クロムの影響で島の各地が侵食され、「サンクチュアリー」が「ヘラルド・サンクタム」に、「レイジー・ラグーン」が「ラストラス・ラグーン」になったり、クロムの浸食から逃れるために、「コンドー・キャニオン」が「クラウディ・コンドー」に変化して建物が空中に浮遊するようになったなどの変化が起こった。 今回のシーズンでは、体をクロムに変形させて高速移動や建築物のすり抜けができる「クロム状態」や、ダメージを与えることで進化する「エヴォクロムバーストライフル」「エヴォクロムショットガン」などの要素が追加され、一部の旧武器も復活した。 また、フォートナイトメア2022では、『死霊のはらわた』のアッシュ・ウィリアムズをはじめとした多数の新スキンやスペシャルクエストなどが追加された。11月1日からはスター・ウォーズとのコラボイベントも開催され、ルーク・スカイウォーカーをはじめとしたコラボスキンの実装や以前に登場した武器の復刻などが行われた。 11月14日に、公式よりチャプター3最後のワンタイムイベントが12月4日に開催予定であるとのアナウンスがされた。これにより、チャプター3はフォートナイト史上初の期間が1年未満のチャプター(363日)となる予定になり、多くのプレイヤーに衝撃を与えた。 そして予告通り12月4日に行われたワンタイムイベント「フラクチャー」では、クロム騒動を引き起こした張本人であり、ボスとしても登場した「ヘラルド」がクロムの竜巻の中から出現。集まったキャラクターたちはヘラルドを攻撃し、見事撃破したと思われたが、倒したはずのヘラルドが巨大化。ヘラルドは現実の木と一体化し、島を一瞬で粉々にしてしまった。 その後プレイヤーらは宇宙空間に投げ出され、そこには粉々になった島とゼロポイントがあった。ゼロポイントのエネルギーを回復するため、プレイヤーらは協力してゼロポイントの欠片を集めていった。欠片が全て集まった時、パラダイムが「ゼロフュージョン」を開始。するとゼロポイントにより様々な現実から引き寄せられた土地が少しずつ繋がっていき、全く新しい島が出来上がった。 |
| チャプター4    |                                                             | |
| シーズン1      | 2022年12月4日 - 2023年3月10日（97日間）                     | テーマは「チャプター4」 チャプター3最後のワンタイムイベントが終わった後、約15時間のダウンタイムを挟み、チャプター4が開始された。 島が再構成されたことにより地形は全く新しいものへと変化し、生き残った時間に応じて様々な能力を獲得できる「現実拡張」、物資を落とすドローンが飛ぶ「ホットスポット」、新たな乗り物「ダートバイク」などの要素が追加された。武器やアイテムには、刃を発射する「エクス・キャリバーライフル」、短時間ダッシュに必要なエネルギーが無限になる「スラップジュース」、高速移動したりダメージを与えたりできる「ショックウェーブハンマー」などが追加された。 バトルパスには、ドゥームスレイヤーや『ウィッチャー3 ワイルドハント』のゲラルトなどといったキャラクターが登場。また、今回のシーズンではMrBeastや僕のヒーローアカデミア、ドラゴンボール（第2弾）とのコラボも行われ、コラボスキンや期間限定イベントなどが実装された。 また、ウィンターフェスト2022が行われ、昨年同様に14個の無料アイテムの配布やスペシャルクエストが実施されたほか、限定アイテムの復活や多数の新スキンの追加なども行われた。2023年2月14日からは、「Most Wanted」と題した大規模なイベントが行われ、新システム「ウォンテッドレベル」の追加、「コールドブラッド」と呼ばれる組織とそのボスの出現、それに伴う新たな金庫、宝箱、新種のエキゾチック武器が多数追加された。 |
| シーズン2      | 2023年3月10日 - 2023年6月9日（92日間）                      | テーマは「MEGA（メガ）」 シーズン1終了後約5時間のダウンタイムを挟み、シーズン2が開始された。 マップは南東部を中心に変化し、都市部の「メガシティ」、和風の「スチーミー・スプリングス」、小さな島になっている「ノッティ・ネッツ」、右下端の「ケンジュツ・クロッシング」の4つの町が誕生した。新要素として「グラインドレール」や、新しいバイクや車が登場。また、シーズン途中に行われたアップデートでアリーナが廃止され、新たに「ランクマッチ」が実装された。 武器やアイテムには、剣でダメージを与えたり高速移動できる「キネティックブレイド」や、静音、高精度、フルオートの「ハボックサイレンサー付きアサルトライフル」、高ダメージの「ハボックポンプショットガン」などが追加され、一部の旧武器も保管庫から解放された。また「スラープジュース」のレア度がレジェンドに格上げされ、シールドと体力が同時に回復するようになった。 バトルパスには、「レンゾ・ザ・デストロイヤー」「イマニ」「サンダー」などのキャラクターが登場し、シーズンの途中からは『進撃の巨人』のエレン・イェーガーもアンロック可能になった。 5月2日より、スター・ウォーズとのコラボイベントが開催された。今回のイベントでは、ライトセーバーに宿るフォースを使った多彩なアクションや、クローン・トルーパーなどの無料報酬を入手できるクエストのほか、アナキン・スカイウォーカーをはじめとしたコラボスキンもアイテムショップに追加され、これまでに行われたものよりもさらに大規模なイベントとなった。 |
| シーズン3      | 2023年6月9日 - 2023年8月25日（77日間）                      | テーマは「WILDS（ワイルド）」 シーズン2終了後約9時間のダウンタイムを挟み、シーズン3が開始された。 島の中心部が突如崩れ落ち、ジャングルのような地形が姿を現した。乗ることで高速移動できる「グラインドヴァイン」、様々な特性を持つ植物、プレイヤーに攻撃を仕掛ける「ワイルドワスプ」などの新要素が追加され、ラプターにも乗れるようになった。武器やアイテムには、サーマルスコープ付きのDMR「サーマルDMR」、建築物へのダメージが高い「フラップジャックライフル」、投げると戻ってくる「キネティックブーメラン」などが追加された。 今回のシーズンではトランスフォーマーやフューチュラマ、呪術廻戦とコラボを行い、多数のコラボスキンや限定武器が実装された。 |
| シーズン4      | 2023年8月25日 - 2023年11月3日（71日間）                     | テーマは「LAST RESORT（ラストリゾート）」 シーズン3終了後約5時間のダウンタイムを挟み、シーズン4が開始された。 島に突如「カド・ソーン」というヴァンパイアがタイムマシンのような装置を使って異世界から来訪し、島の富を吸い出して各地に高級な邸宅を建ててしまった。ソーンから島の財産を取り戻し、彼の真の企みを阻止するため、プレイヤーらは史上最大の強奪を決行する。 島の各地がソーンの邸宅に変化し、「サンギーヌ・スイート」、「リレントレス・リトリート」、「エクリプス・エステート」の3つのエリアが誕生。カメラやレーザーセンサーなどによる厳重な警備をかいくぐり、見事最深部に辿り着くことができれば、過去のシーズンで登場した数々のミシック武器のうち1つを盗むことができた。 新要素として「サバイバーメダル」や、新たな乗り物「ニトロfang」が登場。武器やアイテムには、壁を突き破りながら移動できる「ロケットラム」、設置すると近くの敵を自動攻撃する「ビジネスタレット」、2回に1回素早くリロードできる「ツインマグアサルトライフル」などが追加され、一部の旧武器も保管庫から解放された。 バトルパスには、カド・ソーンをはじめとした様々なキャラクターが登場し、シーズン後半にはアソーカ・タノもアンロック可能になった。 イベントでは、僕のヒーローアカデミア（第2弾）とのコラボのほか、フォートナイトメア2023も行われ、『ナイトメアー・ビフォア・クリスマス』のジャック・スケリントンやマイケル・マイヤーズをはじめとした新スキンの追加や限定アイテムの復刻などが行われた 。なお、ディズニー作品とのコラボは今回が初である。 |
| シーズンORIGIN | 2023年11月3日 - 2023年12月3日（31日間）                     | テーマは「フォートナイトORIGIN」 シーズン4終了後約4時間のダウンタイムを挟み、新シーズンが開始された。 今回のシーズンでは、チャプター1の頃に登場した武器や地形、システム等がそのまま帰ってくるというかつてない試みが行われ、多くのプレイヤーに驚きと歓喜をもたらしたが、その背景には2023年9月にEpic Gamesが経営不振により従業員の大量解雇を行ったことによる影響があると考えられる。 上記の通りチャプター1のシステムがそのまま採用されているため、チャプター2〜4で登場した武器やアイテム、乗り物は全て保管庫行きとなり、泳ぎ、インゴット、NPC、現実拡張などの要素が一時的に廃止となったが、ダッシュや壁のよじ登り、スライディング、ゼロビルド、ランクマッチは残された。 新要素として、短いシーズン期間に対応した「ORIGINパス」や、過去のアイテムショップを再現した「ORIGINショップ」などが登場。ORIGINパスの報酬で入手できる報酬は、過去のシーズンで登場したスキンやアイテムの要素を組み合わせたものとなっている。 しかしストーリーが完結したわけではなく、前シーズンにて、いつの間にかゼロポイントから帰還していたジョーンズがNPCとして登場しており、その近くにはカド・ソーンのタイムマシンがあった。さらに本シーズンでも「プレザント・パーク」に同じタイムマシンが置かれていたことから、プレイヤーらはソーンから奪取したタイムマシンを使ってジョーンズと共にチャプター1の時代へ戻ったと考えられる。 チャプター4最後のワンタイムイベント「ビッグバン」では、シーズンXと同じようにロケットを発射し、裂け目を使って隕石をゼロポイントに落下させたが、再びブラックホールが発生して吸い込まれてしまう。その後、プレイヤーらはブラックホールを通じてレゴの世界、ロケットリーグの世界、エミネムのライブへ飛ばされた。そして最後に飛ばされた先は、様々な世界への入り口がある宇宙のような空間だった。 ワンタイムイベント終了後、サーバーの混雑によりイベントに入れなかったプレイヤー向けに、追加で2回イベントが開催されるという初の試みが行われた。 |
| チャプター5    |                                                             | |
| シーズン1      | 2023年12月3日 - 2024年3月8日（97日間）                      | テーマは「アンダーグラウンド」 チャプター4最後のワンタイムイベントが終わった後、約15時間のダウンタイムを挟み、チャプター5が開始された。 島の地形が全く新しくなり、武器や乗り物のボディのカスタマイズ、デイリークエストに代わる「マッチクエスト」、「ソサエティ」という悪の組織とそのボス達などの新要素が追加された。武器やアイテムも一新され、「ハンマーポンプショットガン」「ネメシス アサルトライフル」「バリスティックシールド」「グラップルブレイド」などが新たに追加された。また、現実拡張は廃止された。 また、NPCやインゴットなどといった前シーズンで廃止されていた要素が戻ってきたほか、歩きながら回復アイテムを使用できるようになったり、復活やリブートをキャンセルした時にゲージが0にならなくなるなどのシステムの改善も実施された。さらに、アニメーションも改善され、歩きから走りへの移行や方向転換などがよりスムーズになった。 バトルパスには、『ファミリー・ガイ』のピーター・グリフィンやソリッド・スネークなどのキャラクターが登場した。2024年2月にはティーンエイジ・ミュータント・ニンジャ・タートルズとのコラボも行われ、無料報酬や限定のミシック武器などが実装された。 今回のシーズンから、レゴの世界を冒険できるサバイバルクラフトアドベンチャー「レゴフォートナイト」、ロケットリーグの開発元であるPsyonixにより制作されたレースゲーム「Rocket Racing 」、様々なアーティストのヒットナンバーを演奏できるリズムゲーム「Fortnite Festival 」の3つのゲームモードが追加され、ワンタイムイベントでの体験が大きな伏線となっていたことが明らかとなった。 |
| シーズン2      | 2024年3月9日 - 2024年5月24日（77日間）                      | テーマは「神話と人類」 シーズン1終了後約18時間のダウンタイムを挟み、シーズン2が開始された。 強大なパワーを持った「パンドラの箱」が島に突如出現し、ギリシャ神話の神々が降臨した。今回のシーズンでは、ギリシャ神話をモチーフとした新要素が多数実装された。島の南東部が「オリンポス山」「ブロウラー・バトルグラウンド」、北西部が「グリム・ゲート」「冥界」となるなどのマップ変化が起きた。 バトルパスにも「ゼウス」「アフロディーテ」「ハデス」など、神々をイメージしたキャラクターが登場した。武器やアイテムには、雷を投げつける「サンダーボルト・オブ・ゼウス」、自由に空を飛んだり急降下で攻撃したりできる「イカロスの翼」、近接攻撃や遠くの敵の引き寄せができる「ハデスの鎖」などが新たに追加された。 イベントでは、「ライズ・オブ・マイダス」、「マグマパニック」の復刻、アバター 伝説の少年アンやスター・ウォーズとのコラボが行われた。今回のスター・ウォーズイベントは、前シーズンにて新たに追加された3つのモードでも同時に開催され、特にレゴフォートナイトでは、空に現れた裂け目からスター・デストロイヤーが島に墜落するワンタイムイベントのような演出を見ることができた。 そして、シーズン終盤には、島の南の海から猛烈な砂嵐が迫ってきていた。これが次シーズンへの先駆けとなった。 |
| シーズン3      | 2024年5月24日 - 2024年8月16日（85日間）                     | テーマは「WRECKED 激突」 シーズン2終了後約5時間のダウンタイムを挟み、シーズン3が開始された。 シーズン2終盤で発生した砂嵐が島に到達し、南部が「ウェイストランド」と呼ばれる荒野エリアに変化した。新要素として、プレイヤーや乗り物のスピードに関連した能力が上がる「ニトロ効果」や、乗り物に取り付けできる新たな装備が追加された。武器やアイテムには、ニトロ効果を得られる「ニトロスプラッシュ」、強力なパンチを繰り出す「ニトロフィスト」、乗り物に大ダメージを与える「ブームボルト」などが追加された。 そして、ウェイストランドの各地にいるボスを倒すことで、そのボスが所有する車庫のロックを解除して車両を盗むことができた。ボスの車両はフル装備かつ無限のニトロ効果を持つ。また、ボスは「ウォーバス」という強力な車両を引き連れて島を徘徊していることもあり、こちらも盗むことができた。。 6月12日よりメタリカとの大規模なコラボイベントが行われ、メンバーのスキンやFortnite festivalで演奏できる多数の楽曲、ミシック武器「ライド・ザ・ライトニング」などの限定要素が登場した。また、6月23、24日にはライブイベントも開催された。この他、新モード「リロード」の追加や、パイレーツ・オブ・カリビアンとのコラボイベントも行われた。 |
| シーズン4      | 2024年8月16日 - 2024年11月2日（79日間）                     | テーマは「絶対なるドゥーム」 シーズン3終了後約5時間のダウンタイムを挟み、シーズン4が開始された。 島に突如ドクター・ドゥームが来訪し、ウェイストランドの支配者メガロ・ドンによって地下に隠されていたパンドラの箱のパワーを使って広大な領土を築き上げてしまった。島の危機に立ち向かうべく、ジョーンズたちはマーベルのヒーローと共にドゥームを倒すための戦いに乗り出す。 今回のシーズンでは、チャプター2シーズン4以来となるマーベルとの大型コラボを行い、NPCやバトルパスの報酬、ミシック武器などの要素がマーベル仕様になった。このほか、「デュアルマイクロサブマシンガン」「ソヴリンショットガン」などの新武器も追加され、一部の旧武器も保管庫から解放された。 10月6日にマッチ内で行われたワンタイムイベント「ドゥームとの戦い」では、プレイヤーらが巨大化したドゥームをリアルタイムで協力して攻撃し、裂け目の力を使って別世界へと飛ばすことに成功した。 また、フォートナイトメア2024が開催され、悪魔のいけにえやソウ等とのコラボのほか、多数の新スキンや新武器、無料報酬を獲得できるクエストなどが期間限定で実装された。 |
| シーズンREMIX  | 2024年11月2日 - 2024年12月1日（29日間）                     | テーマは「チャプター2 リミックス」 シーズン4終了後約7時間のダウンタイムを挟み、新シーズンが開始された。 今回のシーズンでは、以前開催されたシーズンORIGINと同じ要領で、チャプター2のマップや武器、システム等が戻ってきた。シーズンORIGINと同様、チャプター2以降に追加されたダッシュや壁のよじ登り、スライディング、ゼロビルドなどといった要素は残され、チャプター2の要素を組み合わせた報酬が詰まった「リミックスパス」も登場した。 また、オリジナルの要素として、毎週有名アーティストとのコラボを行い、それに応じた要素が以前のアイテムやマップに代わる形で実装された。1週目はスヌープ・ドッグ、2週目は「ビッグバン」イベントでも登場したエミネム、3週目はアイス・スパイス、最終週はジュース・ワールドとのコラボが行われた。 シーズン終盤では、ジュース・ワールドの生前の功績に敬意を表するため、本人のスキンが期間中にログインしたプレイヤー全員に無料で配布された。また、シーズン終了日の12月1日に行われたワンタイムイベント「リミックス・ザ・フィナーレ」では、今回コラボしたアーティスト4名によるバーチャルライブが行われ、様々な演出と共に楽曲を楽しむことができた。また、イベント終了の約6時間後にアンコール開催が行われた。 |
| チャプター6    |                                                             | |
| シーズン1      | 2024年12月1日 - 2025年2月21日（83日間）                     | テーマは「鬼ノ島」 ワンタイムイベントのアンコール終了後、約6時間のダウンタイムを挟み、新チャプターが開始された。 島の地形が新しくなり、「ウォリアーズ・ウォッチ」「フラテッド・フロッグス」「将軍の辺境の地」など、日本をモチーフとした多数のロケーションが実装された。また、島の各地に存在し、様々な恩恵を得られる精霊や、壁登りや壁キックなどのアクションといった新要素も追加された。なお、武器のカスタマイズ機能とバトルスターは廃止された。武器やアイテムも一新され、「タイフーン・ブレード」「火の鬼の仮面」「虚空の鬼の仮面」などが新たに追加された。 また、シーズンORIGINと同じ要領で過去のシーズンのマップをプレイできる「ORIGIN」モードが常設モードとして新たに追加された。さらに本シーズンよりフォートナイトクルーの内容がバージョンアップされ、従来の限定スキンやバトルパスに加えて、レゴフォートナイトの「レゴパス」、フォートナイトFestivalの「ミュージックパス」、前述のORIGINモードの「ORIGINパス」も入手できるようになった。 今回のシーズンでは初音ミクやゴジラとのコラボが行われ、多数の限定スキンのほか、初音ミクコラボではフォートナイトFestival で使える多数の楽曲も追加された。また、ゴジラコラボでは、マップ内に出現するスポットに入るとゴジラに変身でき、ゴジラになったプレイヤーに最も多くダメージを与えたプレイヤーに限定武器が付与されるというイベントが行われた 。 |
| シーズン2      | 2025年2月21日 - 2025年5月2日（71日間）                      | テーマは「法なき世界」 シーズン1終了後約5時間のダウンタイムを挟み、シーズン2が開始された。 マップは島の西部を中心に変化し、「クライム・シティー」「シャイニー・シャフト」「ローンウルフ・レアー」などのロケーションが誕生。島の各地にはギャングのアジトやNPCが運営する闇市が追加された。武器やアイテムには、金庫破りに使う「テルミット」、移動速度やジャンプ距離増加効果があるバット「ニーキャッパー」、周りの敵を長時間検知する「パルス・スキャナー」などが新たに追加された。 新要素として、西部の金色の川の入ると移動速度とツルハシを振る速度が速くなる「ゴールドラッシュ」効果が付与されるほか、ギャングのアジトや装甲車、列車を襲撃してテルミットで金庫を破ることで、大量のインゴットや新通貨「ディルビット」を入手し、闇市でミシック武器をはじめとした報酬と交換できるようになった。 イベントでは、モータルコンバットとのコラボや期間限定モード「ゲッタウェイ」の追加などが行われ、シーズン中盤には一部の旧武器も保管庫から解放された。 |
| ミニシーズン１ | 2025年5月2日- 2025年6月8日（36日間）                        | テーマは「スター・ウォーズ」 シーズン2終了後、約6時間のダウンタイムを挟みミニシーズン1が開始された。。マップは島の四つ角を中心に変化し、「ファースト・オーダーの基地」「前哨基地居住区」「レジスタンスの基地」「ベイダー サムライの孤城」などのロケーションが誕生。このシーズンはスター・ウォーズのコラボであるため、島の各地には、パルパティーンがおり、そこで青いライトセーバーと赤色のライトセーバーのどちらかを入手できる。武器やアイテムには、爆発する「サーマル・インプローダー」、長距離用の「IQA-11マークスマン・ブラスター・ライフル」や保管庫から解放されたファースト・オーダー標準装備の「F-11ブラスター」などが追加された。また操縦できる機体として「スターファイター」と「Xウイング」などが追加された。。 |
| シーズン3      | 2025年6月7日- 2025年8月7日（61日間）（予定より1日早く終了） | テーマは「 SUPER」 ミニシーズン1終了後、約５時間のダウンタイムを挟み、シーズン3が開始された。。マップは島の中央の縦を中心に変化し、「スーパーノヴァ・アカデミー」「ユートピア・シティ」「鬼の領地」などのロケーションが誕生。このシーズンはスーパーマンのコラボであるため、スーパーマンの精霊などが追加された。武器やアイテムには、普通のグラップラーよりも射程が長い「ロビンのグラップネルガン」や「アンステーブル ヨインク・ショットガン」「アンステーブル ヴォルテージ・バーストピストル」などの3つのエキゾチック武器が追加され、これらはランクSのヒーローキャッシュとアカデミーの技術研究所からのみ入手可能。またスーパーマンのペットであるワンちゃんがオヤツ目がけて宇宙から急降下し、付近の者にも物にも大ダメージを与える「クリプトのおやつ」が新たに追加された。。 ・武器について 今回はエキゾチック武器・新武器が多いためこちらで紹介 武器やアイテムには、普通のグラップラーよりも射程が長い「ロビンのグラップネルガン」や「アンステーブル ヨインク・ショットガン」「アンステーブル ヴォルテージ・バーストピストル」などの3つのエキゾチック武器が追加され、これらはランクSのヒーローキャッシュとアカデミーの技術研究所からのみ入手可能。またスーパーマンのペットであるワンちゃんがオヤツ目がけて宇宙から急降下し、付近の者にも物にも大ダメージを与える「クリプトのおやつ」が、また、自分の前方に向かって影のエネルギーを円錐状に放つ「ミスト・ガントレット」、影の体をしたカラスの群れに変身し、短距離を移動することのできるシーズン後半に登場した「ミスト・フォーム」と「ミスト・ガントレット」を同時に持つことでダメージが増加して無敵時間が長くなる「アセンデッド・ミスト」が使えるようになる 新要素として、「ストームコーラーの恵み」、「スピードヒーラーの恵み」、「コンバットアクロバットの恵み」、「感覚強化の恵み」これらの4種類の恵みが追加された。また、マップにいた風と水の精霊は、「ダッシュの精霊」と「スーパーマンの精霊」に変わった。 |
| シーズン4      | 2025年8月7日-2025年11月1日 (87日間) (予定)                  | テーマは「Shock'N Awesome」 シーズン3終了後、約５時間のダウンタイムを挟み、シーズン4が開始された。マップは島の中央を中心として、円のようにその周りが変化し、「ザ・バイブ」「O.X.R本部」「レンジャーズ・ルイン」「スウォーミー・スタッシュ」などのロケーションが誕生。島の特定のスポットには雑兵の「スウォーマー」と「ボンバー」「クイーン」などの虫のようなものが追加された。武器やアイテムには、新しく「レッドスピリッター3000」「O.X.Rライフル」が追加された。また敵に連続して命中させると、1発ごとにダメージが上昇していく「エラディケーター O.X.R.ライフル」ダブルポンプが可能な、「ダブルトラブル」やショックウェーブグレネードを発射し、グレネードは滞空中の敵と味方両方に減速効果を付与する「ショック&スロー・ショックウェーブランチャー」、スラップの効果も得られるフローベリー・フィズの「スラップベリー・フィズ」、腰撃ちの連射速度とヘッドショット倍率が向上したレッカーリボルバーの「マークスマン・レッカーリボルバー」などの5つのエキゾチック武器が追加された。また操縦できるヘリとしてシーズン後半に「ハンマーヘッドChoppa」が追加された。また新要素として「機敏エイムの恵み」、「拡張マガジンの恵み」「ストーム予報の恵み」、「スーパーソルジャーの恵み」の4つの恵みが追加された。 |

## クリエイティブ
クリエイティブ (Creative) は、最大100人のv7.00（シーズン7）から追加されたモード。自分のクリエイティブ島では様々なオブジェクトが用意されており、それを選んで自由に配置し自分だけのコンテンツを作成できる。専用のスマホを使い、オブジェクトを移動させることも可能。自分の島では自分でルールを設定し、フレンドと遊ぶことができる。
フレンドやコミュニティにより選ばれた島に移動してプレイすることも可能。またクリエイティブハブやディスカバリーのおすすめの島の中からクリエイターの作った島を遊ぶことも可能。一部の島はフォートナイトワールドカップにも使用された。

## インポスターズ
インポスターズ（Impostors）は、チャプター2シーズン7中盤の2021年8月17日から追加されたモード。最大10人でプレイ可能なモードで、基本的なルールはAmong Usに酷似している。8人の「エージェント」は様々な任務をこなし、全ての任務を完了するか全てのインポスターを投票で排除することを目的とし、2人の「インポスター」はエージェントを妨害したり撃破したりしてエージェントとインポスターの数を同じにすることを目的とする。
なお、Among Usの開発会社であるInnerSlothは、インポスターズの発表当初からゲームのルールや用語等が同作と酷似していることを指摘しており、同様の理由からプレイヤーからの批判的な意見も多かった。これらの反響を受けてか、2021年10月23日に、Epic GamesはインポスターズがAmong Usをインスパイアしたものであるということを公式Twitterにて明らかにし、InnerSlothとのコラボを示唆した。そして2022年6月10日、InnerSlothはフォートナイトとAmong Usが正式にコラボすることを発表し、フォートナイト内にAmong Usのキャラクターをモチーフにしたバッグアクセサリーと、同社が開発したゲーム「The Henry Stickmin Collection」をモチーフにしたエモートが登場した。
2022年8月30日に行われたアップデートをもって、インポスターズの公開が一旦終了となった（公式サイトでは「保管庫入り」と記載）。Epic gamesは終了の理由について「他のプロジェクトに注力するため」と述べている。

## バリスティック
バリスティック（Ballistic）は、2024年12月11日に早期アクセス版として追加された。
5対5のチーム戦でファーストパーソン・シューティング（FPS）の競技モードです。
アタッカーとディフェンダーのチームで分かれ、毎ラウンド開始前にクレジットで武器や消耗品を購入し、アタッカーがマップ内にあるA地点またはB地点に装置を起爆させるか、ディフェンダーがそれを阻止しアタッカーが全滅するとラウンド勝利。
７ラウンドを先取したチームが優勝となりゲームが終了する。
また、６ラウンドごとに攻守が入れ替わる。

## Unreal Editor for Fortnite
Unreal Editor for Fortnite (UEFN) は2023年3月に登場したPCアプリケーション。フォートナイト内のクリエイティブとは異なり、Unreal Editorを使用して高度なゲーム開発ができる。

## 略歴
- 2011年
  - 12月10日 - 制作発表[167]。
- 2014年
  - 12月2日～12月19日 - クローズドアルファテストが行われた[168]。
- 2015年
  - 3月25日～4月14日 - 第2次クローズドアルファテストが行われた[169]。
- 2017年
  - 7月25日 - チャプター1開始。世界を救えの有料早期アクセスが開始。PC、Mac、Xbox One、PS4にて有料でアクセスが可能になる[170]。
  - 9月20日 - バトルロイヤルの早期アクセスの開始。上記4機種にて無料でアクセスが可能になる。
- 2018年
  - 3月8日 - PS4、PC版の日本語版が配信開始[4]。
  - 3月30日 - iOS版が配信開始[171]。
  - 6月13日 - Nintendo Switch版が配信開始[172]。
  - 8月13日 - 機種限定でAndroid向けベータ版がリリース[173]。
  - 8月23日 - 世界を救え 日本語版早期アクセス開始[174]。
  - 10月12日 - 世界を救えの無料プレイローンチの延期を発表[175]。
  - 12月13日 - PS4、NSw用パッケージ版『フォートナイト ディープフリーズバンドル』発売[176]。ただし、BD-ROMやゲームカードなどのメディアは同梱されず、本編はダウンロードによってインストールする。追加アイテム用のコードのみ同梱される。
- 2019年
  - 4月25日 - Xbox One日本語版配信開始。
  - 10月15日 - チャプター2開始。
- 2020年
  - 4月21日 - Android版がGoogle Playストアで配信開始[177]。
  - 6月30日 - 「世界を救え」「バトルロイヤル」「クリエイティブ」モードの早期アクセス終了。同日、正式リリースされた[3]。
  - 8月14日 - 規約違反を理由にApp Store、Google Play ストアから削除された（ § トラブル・問題点)[178]。しかし2020年現在、Epic Gamesは同作品をApp Store、Google Playストアに戻すよう連邦裁判所に要請している（Epic Games対Apple訴訟）（Epic Games対Google訴訟）[179][180]。
  - 11月10日 - Xbox Series X/S版の配信開始[181]。
  - 11月12日 - PS5版の配信開始[182]。
- 2021年
  - 11月15日 - 中国版がベータテストから製品版に移行せず、サービス終了となった。[183]
  - 12月6日 - チャプター3開始。
- 2022年
  - 12月4日 - チャプター4開始。
- 2023年
  - 11月3日 - チャプターORIGIN開始。
  - 12月3日 - チャプター5開始。
- 2024年
  - 12月1日 - チャプター6開始。

## 評価・社会影響

### 沿革
2017年10月、「バトルロイヤル」モードをリリースから2週間余りでプレイヤー数が1000万人を記録した。
2018年6月にサービス開始からわずか1年弱でプレイヤー1億2500万を達成。2018年11月には登録プレイヤー数が2億人を超えている。Switch版『バトルロイヤル』が配信された際に、任天堂アメリカのレジナルド・フィサメィCOOは、24時間で200万ダウンロードされたと発言している。
2018年3月には調査会社SuperDataは『フォートナイト』の月間売上が『PUBG』を超えたとの調査結果を公開した。対象期間は2018年2月でPUBGの1億300万ドル（約109億円）に対し『フォートナイト』が1億2600万ドル（約133億円）の売上を達成した。同年4月の月間売上は2億9600万ドル（325億円）に達している。
ワールドカップ決勝でフランス代表のグリーズマンがゴールパフォーマンスとして、本ゲームのエモートと言われる動作を行った。
2018年7月にはIMGの仲介によりJazwaresと提携し関連製品の製作を発表している。
2018年12月、『別冊コロコロコミック』にて4コマ漫画が掲載される事が発表された
。
『フォートナイト』と似ている「フォーク・ナイフ」といった誤用・ネットミームを生み出しており、ゲーム内に資材を収集できるが操作はできないフードトラックのフォーク・ナイフをチャプター2時代に実装している。
子どもたちが学校でプレイすることをやめてくれないとの苦情から、ロード画面に「ヒルマン先生が学校で遊ぶなと言っている」と表示されたことがある。イギリスの複数の大手メディアからは子供への悪影響であるとして『フォートナイト』への批判が出ているが、小学生向けの漫画雑誌『月刊コロコロコミック』にて毎号にわたり攻略特集が組まれている。ゲームスキル向上のための指導者の市場も僅かではあるが存在する。
2019年10月25日、秘密保持契約を破り一般公開前の「チャプター2」の内容をネット上に公開したとして、Epic側は元テスターのロナルド・サイクスを提訴した。
2020年5月、本作の登録ユーザーが3億5000万人を突破した。
2022年にはロシアのウクライナ侵攻を受けてEpic Gamesがフォートナイトの3月20日から4月3日までの純利益となる1億4400万ドル（約177億円）をウクライナへの支援団体に寄付することを発表した。

### 大会・eスポーツ
アメリカのプロゲーマーNinjaが2018年4月末に主催したNinja Vegas 18ではプロアマ混合で大会が行われた。ゲーム実況配信サイトのTwitchで行われたこのイベントの実況中継は66万7000人という最多同時視聴者記録となった。
2018年5月21日、Epic Gamesはeスポーツを支援するとし、公式大会の賞金に1億ドルを提供すると発表した。その公式大会「Fortnite World Cup」は2018年後半から予選を行い2019年7月にアーサー・アッシュ・スタジアムで開催の本大会となる予定である。
その他にも「スカーミッシュ」という大会も既に行っており続いて夏と秋に既に連続して行われている。
2019年7月26日から28日まで開催された世界大会（ワールドカップ）の賞金総額はeスポーツ史上最高額の3000万ドルとなって優勝者の当時16歳のBughaも過去最高の300万ドルを手にした。

## トラブル・問題点
PUBG類似問題

本作および、同ジャンルの『荒野行動』は、ゲーム性とシステム面において『PUBG』と類似していることが問題視されており、『PUBG』開発元のPUBG Corpから提訴を受けていた。その後、本作に対する訴訟は取り下げられた。
クライストチャーチモスク銃乱射事件
2019年3月15日、ニュージーランドで起きたクライストチャーチモスク銃乱射事件の犯人が「『フォートナイト』が私を殺人者になるべく訓練してくれた」などと述べている。
ダンスエモート問題
本作のダンスエモートに関して、複数の訴訟が起きたがいずれも取り下げられている。
AppleおよびGoogleとの訴訟問題
2020年8月、AppleとGoogleは、規約違反を理由にApp Store、Google Play ストアから本作を削除した。これについてEpic Gamesは、AppleおよびGoogleを相手取り訴訟を起こし、訴状を公表。アップルの有名なCM「1984」をパロディにした映像をYouTubeやゲーム内、Twitterなどで公開。さらには大会も開かれ、Appleをイメージしたリンゴスキンが賞品になっていた。この問題により、iOS、Androidでプレイしているプレイヤーがアップデートが出来なくなり、チャプター2シーズン4以降がプレイ出来なくなった。
iOS版については裁判において、アプリ配信規約の見直しなどが命じられたことなどを受けて、AppleがApp Storeでの配信を容認したことから、2025年5月20日に本作の配信を約5年ぶりに再開した。
欧州連合競争法の一つであるデジタル市場法が欧州連合（EU）で2022年に発効したのを受け、Appleが独自のアプリストア開設を容認したことから、2024年8月にEU域内において、本作の配信を4年ぶりに再開した。
日本でも2024年6月時点でiOSでは本作の配信が出来ない状態が続いていたが、同月12日に他の事業者がアプリストアを提供することや他の課金システムを利用することを妨げる行為を禁止する「スマートフォンにおいて利用される特定ソフトウェアに係る競争の促進に関する法律（スマホソフトウェア競争促進法）」が第213回国会において、可決・成立したことを受けて、2025年後半を目途に本作を再リリースする予定。
コーラル・キャッスル問題
2020年8月、アメリカ合衆国フロリダ州にある有名観光スポット「コーラル・キャッスル」をEpic Gamesが作品内のマップエリアとして名前やイメージを無断で使用し、ゲーム内に登場するオブジェクトのデザインに共通点が見られるため、権利者であるCoral Castle Museumから提訴された。
中国版のサービス終了
2021年11月15日、中国版がサービス終了した。中国版は、海外版とは仕様が大幅に異なっており、V-Bucksは購入するのでなく、定期的に付与される仕組みになっていたり、1試合の時間は20分間に制限され、それまでに撃破されなかったプレイヤーの全員が勝利する仕組みになっていた。終了した理由は、収益はほぼゼロに近かったからと考えられている。
プライバシー侵害、ダークパターン問題
2022年12月19日、Epic Gamesは13歳未満の児童の個人情報を保護者の同意なく収集したうえ、デフォルトで文字や音声によるチャット機能をオンにしていたことで、児童らをいじめなどを受けるリスクにさらしていたとして児童オンラインプライバシー保護法（COPPA）違反に問われ、米連邦取引委員会（FTC）に2億7500万ドルの制裁金の支払いを命じられた。これはFTCの規則に違反した企業が支払う制裁金としては過去最高額である。また同時に、ダークパターンを用いてユーザーに不当な請求をしたとして、FTCはEpic Gamesに2億4500万ドルの制裁金の支払いを命じた。